# Ana Kalandadze
Ana Kalandadze (gruz. ანა კალანდაძე, ur. 15 grudnia 1924 we wsi Chidistawi k. Czochatauri, zm. 11 marca 2008 w Tbilisi) – gruzińska poetka.

## Życiorys
W 1946 ukończyła studia na Wydziale Filologicznym Tbiliskiego Uniwersytetu Państwowego im. Iwane Dżawachiszwilego, w tym samym roku opublikowała swoje pierwsze wiersze, a w 1953 wydała swój pierwszy zbiór wierszy pt. Leksebi. Kolejne zbiory wierszy wydała w 1957, 1960 i 1967. Uprawiała lirykę intelektualno-filozoficzną, w swojej twórczości podejmowała m.in. tematykę polską. Przekłady jej poezji na język polski ukazały się w Antologii poezji gruzińskiej (1961), Antologii poezji radzieckiej (1979) i w antologii Poezja gruzińska (1985). Została pochowana w Panteonie Mtacminda. Jej śmierć ówczesny prezydent Gruzji Micheil Saakaszwili skomentował słowami, że gruzińska literatura nie poniosła takiej straty od śmierci Galaktiona Tabidze.